# Bitwa pod Żółtańcami
Bitwa pod Żółtańcami – walki polskiej 1 Dywizji Jazdy płk. Juliusza Rómmla z oddziałami sowieckiej 6 Dywizji Kawalerii Iosifa Apanasienki, 14 Dywizji Kawalerii Aleksandra Parchomienki i 4 Dywizji Kawalerii Fiodora Letunowa toczone w okresie ofensywy Frontu Południowo-Zachodniego w czasie wojny polsko-bolszewickiej.

## Geneza
Na przełomie lipca i sierpnia na ukraińskim teatrze działań wojennych toczyły się walki pod Brodami i Beresteczkiem. Stanowiły one fazę wstępną wielkiej operacji nazwanej w polskiej historiografii Bitwą Lwowską
Po pięciu dniach bitwy, szala zwycięstwa zaczęła przechylać się na stronę polską. Jednak sytuacja na Froncie Północnym, a szczególnie upadek Brześcia, zmusiła Naczelne Dowództwo Wojska Polskiego do przerwania bitwy.
W tym czasie dowódca sowieckiego Frontu Południowo-Zachodniego Aleksander Jegorow nakazał 1 Armii Konnej Budionnego zdobyć Lwów. Jej dywizje wdarły się w słabo obsadzoną lukę między polskimi 2 i 6 Armią, a 7 sierpnia pod Szczurowicami sforsowały Styr. 6 i 14 Dywizja Kawalerii z 45 Dywizją Strzelców miały działać zaczepnie w kierunku na Radziechów–Chołojów–Dobrotwór–Kamionkę Strumiłową, zaś 4 i 11 Dywizja Kawalerii na Busk. Północne skrzydło 1 Armii Konnej osłaniała walcząca pod Łuckiem 24 Dywizja Strzelców, a południowe 45 Dywizja Strzelców. 
Działania opóźniające na tym kierunku prowadziła Grupa Operacyjna Jazdy generała Jana Sawickiego, a 3 Armia gen. Zygmunta Zielińskiego pozostawała jeszcze nad Styrem do 5 sierpnia; następnie rozpoczęła odwrót. 
8 sierpnia 1 Dywizja Jazdy płk. Juliusza Rómmla starła się pod Antoninem z oddziałami sowieckiej 1 Armii Konnej Siemiona Budionnego, w dniach 11-13 sierpnia walczyła o Radziechów, a 14 sierpnia pod Chołojowem i Kamionką Strumiłową i  Niestanicami.
Po nieudanych próbach zatrzymania 1 Armii Konnej na wschód od Bugu, dowódca Frontu Południowego, gen. Wacław Iwaszkiewicz, wydał 14 sierpnia rozkaz zajęcia nowej linii obrony, przebiegającej wzdłuż górnego biegu Bugu i Strypy. 
Wobec narastającego zagrożenia, 18 sierpnia zreorganizowana 1 Dywizja Jazdy płk. Juliusza Rómmla otrzymała rozkaz przemieszczenia się do rejonu Żółkwi i osłonięcia miasta od północy.

## Walczące wojska
| Jednostka                | Dowódca                 | Podporządkowanie |
| Wojsko Polskie           |                         |                  |
| 1 Dywizja Jazdy          | płk Juliusz Rómmel      | Front Południowy |
| ⇒ 1 Brygada Jazdy        | płk Janusz Głuchowski   | 1 Dywizja Jazdy  |
| → 11 pułk ułanów         |                         | 1 Brygada Jazdy  |
| ⇒ 6 Brygada Jazdy        | płk Konstanty Plisowski | 1 Dywizja Jazdy  |
| → 1 pułk ułanów          |                         | 6 Brygada Jazdy  |
| → 12 pułk ułanów         |                         | 6 Brygada Jazdy  |
| → 14 pułk ułanów         |                         | 6 Brygada Jazdy  |
| ⇒ 7 Brygada Jazdy        | płk Brzezowski          | 1 Dywizja Jazdy  |
| → 2 pułk szwoleżerów     |                         | 7 Brygada Jazdy  |
| 38 pułk piechoty         |                         |                  |
| Armia Czerwona           |                         |                  |
| dowództwo 1 Armii Konnej | Siemion Budionny        | Front Płd. Zach. |
| ⇒ 6 Dywizja Kawalerii    | Iosif Apanasienko       | 1 Armia Konna    |
| ⇒ 14 Dywizja Kawalerii   | Aleksandr Parchomienko  | 1 Armia Konna    |
| ⇒ 4 Dywizja Kawalerii    | Fiodor Letunow          | 1 Armia Konna    |

## Walki pod Żółtańcami
Dowódca 1 Dywizji Jazdy płk. Rómmel zdecydował uderzyć dwiema brygadami na Przedrzymichy Wielkie – Artasów – Żółtańce. W odwodzie pozostawała 1 Brygada Jazdy płk. Janusza Głuchowskiego, a lewe skrzydło dywizji ubezpieczał 38 pułk piechoty. Po akceptacji decyzji przez generała Pawła Szymańskiego o świcie 19 sierpnia dywizja jazdy rozpoczęła marsz. Idący w straży przedniej dywizjon 1 pułku ułanów w krótkim starciu zdobył Przedrzymichy Wielkie. Wioskę obsadziła kompania 38 pułku piechoty, a 1 pułk ułanów pomaszerował dalej. 
Jednak wyprowadzony przez Sowietów kontratak odrzucił polską piechotę z wioski i tym samym odsłonięte zostało lewe skrzydło 1 Dywizji Jazdy. W tym przypadku jeden dywizjon 1 pułku ułanów zawrócił i gwałtowną szarżą rozproszył sowiecki 74 pułk kawalerii. Dopiero ogień nieprzyjacielskich baterii artylerii i jego odwody wstrzymały jego działanie. Około południa 6 Brygada Jazdy płk. Konstantego Plisowskiego zdobyła Dzibułki. Zanim walczące o miejscowość 1. i 14 pułk ułanów oraz batalion 38 pp zdążyły uporządkować szyki, spadła na nie szarża brygady z 14 Dywizji Kawalerii. Ubezpieczający lewe skrzydło batalion 38 pp cofnął się i dopiero kontrszarża 1., 12. i 14 pułku ułanów zmusiła przeciwnika do odwrotu, a 6 Brygada Jazdy mogła ruszyć na Żółtańce. W międzyczasie 2 pułk szwoleżerów, stanowiący straż boczną dywizji, zajął Mohylany, a 7 Brygada Jazdy płk. Henryka Brzezowskiego wyrzuciła oddziały 4 Dywizji Kawalerii z Artasowa. Również i pod Artasowem wyczerpani forsownymi marszami żołnierze 38 pułku piechoty wykazali małą odporność na ataki sowieckiej kawalerii. Oficerowie kawalerii musieli parokrotnie obejmować dowództwo nad grupami piechoty uchodzącymi z pola walki.
Po zabezpieczeniu miejscowości, 12 pułk ułanów rozpoczął marsz na Żółtańce. Przed wzgórzami na skraju wioski zatrzymały go spieszone oddziały sowieckiej 4 Dywizji Kawalerii. W tym czasie przez Żółtańce w kierunku Kamionki Strumiłowej przemieszczały się tabory 1 Armii Konnej. Przybyły na pole bitwy dowódca 1 DJ płk Rómmel nakazał jak najszybsze zdobycie miejscowości. Dowódca  brygady płk Plisowski nakazał spieszonemu 12 pułkowi ułanów wiązać nieprzyjaciela od czoła, a 1. i 14 pułk ułanów miały wykonać szarżę na jego prawe skrzydło. Po południu brygada przystąpiła do działania. Przeciwnik nie wytrzymał impetu uderzenia i opuścił stanowiska na wzgórzach. Kontynuując szarżę, polska kawaleria zdobyła Żółtańce; wzięto jeńców i zdobyto tabory. Kontratakowała sowiecka 6 Dywizja Kawalerii. Odpoczywający w tym czasie ułani stali się łatwym celem dla sowieckiej szarży. Wymieszane plutony i szwadrony próbowały się bronić, ale nie zdołały powstrzymać przeciwnika i musiały się cofnąć w kierunku na Dzibułki. Reagował dowódca dywizji płk Rómmel. Skierował on na nieprzyjaciela ogień całej artylerii dywizji, a na skrzydło sowieckiej 6 Dywizji Kawalerii uderzył 11 pułk ułanów z odwodowej 1 Brygady Jazdy. Pod tą osłoną pułki 6 Brygady Jazdy uporządkowały szeregi i przeszły do kontrataku. Wspólne natarcie czterech pułków ułanów ponownie wyparło przeciwnika z Żółtańców.

## Bilans walk
Bój stoczony pod Żółtańcami był większym starciem kawaleryjskim w toku działań odwrotowych wojsk polskiego Frontu Południowo-Wschodniego (Ukraińskiego) w kampanii 1920. Zdobyciem Żółtańców przecięto drogę odwrotu i opóźniono marsz 6 Dywizji Kawalerii, która miała właśnie przerwać walkę o Lwów i ruszyć do rejonu koncentracji 1 Armii Konnej pod Sokalem, skąd Siemion Budionny zamierzał wkroczyć na Lubelszczyznę. Straty polskie to około 100 poległych i rannych żołnierzy.